# Titularerzbistum Brysis
Brysis (ital.: Brisi) ist ein Titularerzbistum der römisch-katholischen Kirche.
Es geht zurück auf ein früheres Bistum der Stadt Pınarhisar in der römischen Provinz Thracia bzw. in der Spätantike Haemimontus im östlichen Teil der heutigen Oberthrakischen Tiefebene. Der Bischofssitz war der Kirchenprovinz Adrianopolis zugeordnet.
| Titularerzbischöfe von Brysis |                                       |                                                       |                   |                  |
| Nr.                           | Name                                  | Amt                                                   | von               | bis              |
| 1                             | Maurice-Charles-Alfred de Cormont     | emeritierter Bischof von Aire und Dax (Frankreich)    | 22. Dezember 1930 | 25. April 1933   |
| 2                             | Henri Streicher MAfr                  | emeritierter Apostolischer Vikar von Kampala (Uganda) | 2. Juni 1933      | 7. Juni 1952     |
| 3                             | Joseph Bartholomew Evangelisti OFMCap | Koadjutorerzbischof von Agra (Indien)                 | 10. Juli 1952     | 29. Februar 1956 |
| 4                             | Pedro Maria Rodríguez Andrade         | emeritierter Bischof von Ibagué (Kolumbien)           | 17. März 1957     | 5. November 1967 |